# Macroeme condyla
Macroeme condyla är en skalbaggsart som först beskrevs av Martins 1971.  Macroeme condyla ingår i släktet Macroeme och familjen långhorningar. Inga underarter finns listade i Catalogue of Life.